# Express (Lokomotive)
Die Express, auch als East Indian Railway Company Nr. 21 bezeichnet, ist eine 1855 gebaute indische Breitspur-Dampflokomotive, die 1901 ausrangiert wurde und 2010 betriebsfähig aufgearbeitet wurde. Die Lokomotive dürfte geringfügig älter sein als die im Guinness-Buch der Rekorde aufgeführte, ebenfalls im regelmäßig Dienst stehende Dampflokomotive Fairy Queen.

## Geschichte
Die Express wurde 1855 in England von Kitson, Thompson and Hewitson mit der Fabriknummer 480 gebaut und trug anfänglich noch keinen Namen. Sie erreichte im gleichen Jahr Kolkata, das damals noch als Calcutta bezeichnet wurde. Bei Ankunft erhielt sie die Betriebsnummer 21 von der Bahngesellschaft East Indian Railway Company (EIR), welche den Bahnbau von Kolkata in Richtung Delhi voran trieb. Die Lokomotive erhielt ca. 1895 den Namen Express. Die Lokomotive wurde anfänglich für leichte Schnellzüge in West Bengal genutzt, die zwischen Howrah und Raniganj verkehrten. Während des Aufstandes von 1857 wurde die Lokomotive vor Truppenzügen eingesetzt, bevor sie in den Baudienst in Bihar eingeteilt wurde, wo sie bis zu ihrer Ausrangierung im Jahre 1901 verblieb. Danach war sie bis zu ihrer Aufarbeitung auf einem Sockel vor der Lokwerkstatt Jamalpur, der ältesten richtigen Lokwerkstatt Indiens, die sich im Bundesstaat Bihar befindet, aufgestellt. Die Inschrift auf dem Sockel von Express bezeichnete die Lok als die erste, die zwischen Howrah und Raniganj verkehrte.
Die betriebsfähige Aufarbeitung wurde von der Lokomotivwerkstatt Perambur in der Region von Chennai vorgenommen, die bereits Erfahrung mit der beinahe baugleichen Fairy Queen gesammelt hatte. Seit 2010 wird die Express von der Southern Railway in der Region von Chennai ein bis zweimal im Jahr mit einem Sonderzug eingesetzt. In der Regel zieht die Lokomotive nur einen für diesen Zweck hergerichteten Wagen der Integral Coach Factory mit 60 Sitzplätzen. Der Wagens trägt einen Anstrich in den indischen Nationalfarben Safran, Weiß und Grün und an einem Wagenende ist in der Stirnfront eine große Panoramascheibe eingesetzt.

## Technische Eigenschaften
Die Express ist ungefähr baugleich zur Fairy Queen. Die kohlengefeuerte Tenderlokomotive hat zwei schräg über dem Laufblech angeordnete Außenzylinder, die der Lokomotive eine Leistung von 130 PS geben. Die Höchstgeschwindigkeit beträgt 40 km/h. An Betriebsstoffen werden 3 m³ Wasser in einem Unterflurtank mitgeführt, während der 2 t fassende Kohlebehälter hinter dem Fahrpersonal angeordnet ist. Ein Dach ohne Seiten- und Stirnwände schützt das Fahrpersonal dürftig vor der Witterung.